# 2024年
2024年（2024 ねん）は、西暦（グレゴリオ暦）による、月曜日から始まる閏年。令和6年。
この項目では、国際的な視点に基づいた2024年について記載する。

## 他の紀年法
- 干支：甲辰（きのえ たつ）
- 日本（月日は一致）
  - 令和6年
  - 皇紀2684年
- 大韓民国（月日は一致）
  - 檀紀4357年
- 中華民国（月日は一致）
  - 中華民国113年
- 朝鮮民主主義人民共和国（月日は一致）
  - 主体113年
- 仏滅紀元：2566年閏9月5日 - 2567年10月2日
- イスラム暦：1445年6月19日 - 1446年6月29日
- ユダヤ暦：5784年4月20日 - 5785年3月30日
- Unix Time：1704067200 - 1735689599
- 修正ユリウス日(MJD)：60310 - 60675
- リリウス日(LD)：161151 - 161516

## カレンダー
| 1月 |    |    |    |    |    |    |
| 日  | 月 | 火 | 水 | 木 | 金 | 土 |
|     | 1  | 2  | 3  | 4  | 5  | 6  |
| 7   | 8  | 9  | 10 | 11 | 12 | 13 |
| 14  | 15 | 16 | 17 | 18 | 19 | 20 |
| 21  | 22 | 23 | 24 | 25 | 26 | 27 |
| 28  | 29 | 30 | 31 |    |    |    |
|     |    |    |    |    |    |    |

| 2月 |    |    |    |    |    |    |
| 日  | 月 | 火 | 水 | 木 | 金 | 土 |
|     |    |    |    | 1  | 2  | 3  |
| 4   | 5  | 6  | 7  | 8  | 9  | 10 |
| 11  | 12 | 13 | 14 | 15 | 16 | 17 |
| 18  | 19 | 20 | 21 | 22 | 23 | 24 |
| 25  | 26 | 27 | 28 | 29 |    |    |
|     |    |    |    |    |    |    |

| 3月 |    |    |    |    |    |    |
| 日  | 月 | 火 | 水 | 木 | 金 | 土 |
|     |    |    |    |    | 1  | 2  |
| 3   | 4  | 5  | 6  | 7  | 8  | 9  |
| 10  | 11 | 12 | 13 | 14 | 15 | 16 |
| 17  | 18 | 19 | 20 | 21 | 22 | 23 |
| 24  | 25 | 26 | 27 | 28 | 29 | 30 |
| 31  |    |    |    |    |    |    |
|     |    |    |    |    |    |    |

| 4月 |    |    |    |    |    |    |
| 日  | 月 | 火 | 水 | 木 | 金 | 土 |
|     | 1  | 2  | 3  | 4  | 5  | 6  |
| 7   | 8  | 9  | 10 | 11 | 12 | 13 |
| 14  | 15 | 16 | 17 | 18 | 19 | 20 |
| 21  | 22 | 23 | 24 | 25 | 26 | 27 |
| 28  | 29 | 30 |    |    |    |    |
|     |    |    |    |    |    |    |

| 5月 |    |    |    |    |    |    |
| 日  | 月 | 火 | 水 | 木 | 金 | 土 |
|     |    |    | 1  | 2  | 3  | 4  |
| 5   | 6  | 7  | 8  | 9  | 10 | 11 |
| 12  | 13 | 14 | 15 | 16 | 17 | 18 |
| 19  | 20 | 21 | 22 | 23 | 24 | 25 |
| 26  | 27 | 28 | 29 | 30 | 31 |    |
|     |    |    |    |    |    |    |

| 6月 |    |    |    |    |    |    |
| 日  | 月 | 火 | 水 | 木 | 金 | 土 |
|     |    |    |    |    |    | 1  |
| 2   | 3  | 4  | 5  | 6  | 7  | 8  |
| 9   | 10 | 11 | 12 | 13 | 14 | 15 |
| 16  | 17 | 18 | 19 | 20 | 21 | 22 |
| 23  | 24 | 25 | 26 | 27 | 28 | 29 |
| 30  |    |    |    |    |    |    |
|     |    |    |    |    |    |    |

| 7月 |    |    |    |    |    |    |
| 日  | 月 | 火 | 水 | 木 | 金 | 土 |
|     | 1  | 2  | 3  | 4  | 5  | 6  |
| 7   | 8  | 9  | 10 | 11 | 12 | 13 |
| 14  | 15 | 16 | 17 | 18 | 19 | 20 |
| 21  | 22 | 23 | 24 | 25 | 26 | 27 |
| 28  | 29 | 30 | 31 |    |    |    |
|     |    |    |    |    |    |    |

| 8月 |    |    |    |    |    |    |
| 日  | 月 | 火 | 水 | 木 | 金 | 土 |
|     |    |    |    | 1  | 2  | 3  |
| 4   | 5  | 6  | 7  | 8  | 9  | 10 |
| 11  | 12 | 13 | 14 | 15 | 16 | 17 |
| 18  | 19 | 20 | 21 | 22 | 23 | 24 |
| 25  | 26 | 27 | 28 | 29 | 30 | 31 |
|     |    |    |    |    |    |    |

| 9月 |    |    |    |    |    |    |
| 日  | 月 | 火 | 水 | 木 | 金 | 土 |
| 1   | 2  | 3  | 4  | 5  | 6  | 7  |
| 8   | 9  | 10 | 11 | 12 | 13 | 14 |
| 15  | 16 | 17 | 18 | 19 | 20 | 21 |
| 22  | 23 | 24 | 25 | 26 | 27 | 28 |
| 29  | 30 |    |    |    |    |    |
|     |    |    |    |    |    |    |

| 10月 |    |    |    |    |    |    |
| 日   | 月 | 火 | 水 | 木 | 金 | 土 |
|      |    | 1  | 2  | 3  | 4  | 5  |
| 6    | 7  | 8  | 9  | 10 | 11 | 12 |
| 13   | 14 | 15 | 16 | 17 | 18 | 19 |
| 20   | 21 | 22 | 23 | 24 | 25 | 26 |
| 27   | 28 | 29 | 30 | 31 |    |    |
|      |    |    |    |    |    |    |

| 11月 |    |    |    |    |    |    |
| 日   | 月 | 火 | 水 | 木 | 金 | 土 |
|      |    |    |    |    | 1  | 2  |
| 3    | 4  | 5  | 6  | 7  | 8  | 9  |
| 10   | 11 | 12 | 13 | 14 | 15 | 16 |
| 17   | 18 | 19 | 20 | 21 | 22 | 23 |
| 24   | 25 | 26 | 27 | 28 | 29 | 30 |
|      |    |    |    |    |    |    |

| 12月 |    |    |    |    |    |    |
| 日   | 月 | 火 | 水 | 木 | 金 | 土 |
| 1    | 2  | 3  | 4  | 5  | 6  | 7  |
| 8    | 9  | 10 | 11 | 12 | 13 | 14 |
| 15   | 16 | 17 | 18 | 19 | 20 | 21 |
| 22   | 23 | 24 | 25 | 26 | 27 | 28 |
| 29   | 30 | 31 |    |    |    |    |
|      |    |    |    |    |    |    |

## できごと

### 主なできごと
世界の主な出来事
- ドナルド・トランプが2024年アメリカ合衆国選挙で当選[1]。
- 専制主義国の連携の強化[1]

ロシア、イラン、北朝鮮、中国の間で協力関係が進み、アメリカとの地政学的な対立が強まってきている。この4カ国は「専制主義の枢軸」「動乱の枢軸」「混沌の四重奏」など、さまざまな名称で呼ばれている。この協力関係は今のところ同盟とは異なり、「枢軸」という表現が最適かどうかも議論の余地があるが、これら4か国間の結びつきは着実に深まっている。イランはロシアに数千機のドローン（無人機）を販売し、北朝鮮はロシアに数百万発の砲弾を供給している。中国はロシアの防衛産業基盤の再建を支援している。2024年の夏、ウラジーミル・プーチンは24年ぶりに平壌を訪問し、包括的戦略的パートナーシップ条約に署名し、北朝鮮はロシアのウクライナに対する侵略の場に兵士を送り込んでいる。中国とロシアは共同軍事演習を強化しており、2024年夏にはアラスカの防空識別圏（en:Air Defense Identification Zone (North America)も参照）に爆撃機を飛行させることも行った。ロシアの側からは3国に対して極めて機密性の高い軍事技術、宇宙技術、監視技術を提供している。この協力関係が一時的なものか恒常的なものかは不明で、4カ国は互いに矛盾する利害を抱えており共通する世界観も持ち合わせていないが、国際社会におけるアメリカの力を弱体化させたいという意志では4カ国は一致している。
- 中東地域の激変

2023年10月にハマスがイスラエルに対して行った攻撃によって引き起こされた出来事は、2024年を通じて中東全域に波紋が広がった。イスラエルのガザ地区で行った戦争では死者数は2024年12月には4万5千人を超え、北ガザの人々は飢餓状態に陥った。4月にイスラエルはダマスカスにあるとイランが主張する領事館を空爆し、それに対してイランはイスラエルに対して前例のないミサイルおよびドローン攻撃を行ったが、イスラエルはアメリカの軍事支援も使いつつその大部分を阻止した。イスラエルは報復として、限定的な空爆を通じてイランの防空網を攻撃した。7月には、イスラエルがテヘランで行われた新大統領の就任式に出席していたハマスの幹部を暗殺し、2か月後にイランは再びイスラエルに対してミサイル攻撃を行ったが、これも大部分が撃退された。10月下旬、イスラエルは報復としてイランに対して空爆を行い、ミサイル製造能力を麻痺させ、防空網を壊滅させた。9月中旬には、イスラエルがヒズボラに対し、爆発物を仕込んだポケットベルを用いた秘密作戦によって数十人の戦闘員を殺害するという報復を行った。2週間後、イスラエルの空爆により長年ヒズボラを率いてきたハッサン・ナスラッラを殺害し、イスラエル地上軍はその後、南レバノンへ侵攻し、ヒズボラの部隊を後退させた。ハマスおよびヒズボラの弱体化は、12月にはトルコの支援を受けたシリア反政府勢力がバッシャール・アル＝アサド政権を打倒することに繋がり、これによりイランの地域的孤立が一層進んだ。
- 地球温暖化の継続[1]

大気中の二酸化炭素濃度は上昇を続けており2024年は観測史上最も暑い年として記録されることに。平均地球気温が産業革命以前と比べて初めて1.5℃高くなった。アメリカ国内では、2024年の最初の10か月間で気象関連の自然災害が24件発生し、10億ドル以上の損害をもたらした。南米の北部では記録的な干ばつが続き、世界最大の河川系であるアマゾン川の一部が干上がる事態となった。COP29では、発展途上国が排出削減や気候変動への適応に必要な資金を確保するための支援について、一定の前進はあったものの、それ以外の大きな成果は得られなかった。

### 1月
- 1月1日
  - BRICSに新たにイラン、アラブ首長国連邦、エチオピア、エジプトの4か国が正式に加盟して9か国の所帯となった。サウジアラビアは加盟を検討中とした[2]。
  - 国連安全保障理事会に於ける非常任理事国、アラブ首長国連邦、アルバニア、ガボン、ガーナ、ブラジルの任期が切れ、新たに韓国、アルジェリア、ガイアナ、シエラレオネ、スロベニアが就任[3]。
  - 16時10分（JST）、日本の石川県能登地方を震源とするM7.6の地震が発生。これにより日本海側の広い範囲に大津波警報、津波警報が発令され[4]、日本や朝鮮半島の日本海沿岸で津波を観測した[5]。この地震により災害関連死を含む504人が犠牲になった。
- 1月2日
  - 韓国の最大野党・共に民主党代表の李在明が襲撃される[6]。
  - 日本の羽田空港で日本航空516便が着陸直後に、誘導路をはみ出して滑走路に入り込んでいた海上保安庁の飛行機と衝突。516便が炎上全焼、海上保安庁機は原型を留めぬまでに破壊される。516便の乗員乗客379人は全員脱出したが海保機に搭乗していた6人のうち5人が死亡し、機長1人が火傷を負う重傷[7]。
- 1月3日 - イランのケルマンで、ISILによる自爆テロが発生し[8]84人が死亡、284人以上が負傷[9]。現場付近では4年前にアメリカ軍に殺害されたイラン革命防衛隊のガーセム・ソレイマーニーの追悼行事が行われていた[10]。
- 1月5日 - 北朝鮮が黄海に向けて200発以上の砲撃を行い、海上の韓国との境界線にあたるNLL近くの北側に着弾。韓国側に被害はなかった[11]。
- 1月7日 - バングラデシュで総選挙（英語版）が行われる。同日投開票されシェイク・ハシナ首相率いる与党アワミ連盟が勝利。ハシナ首相の4期目が確実に[12]。
- 1月8日 - エクアドルで犯罪組織「ロス・チョネロス」のリーダーのアドルフォ・マシアスが刑務所から脱獄したのを受け、ダニエル・ノボア大統領が60日間の非常事態宣言を発表。その数時間後には複数回の爆発、7人の警官の拉致、刑務所内の騒乱が発生。また、関連は不明だが、同月9日には国営テレビ局が生放送中に武装組織に襲撃され一時乗っ取られた。その直後にノボア大統領が国内が武力衝突状態にあると宣言[13]。
- 1月9日 - フランスのエリザベット・ボルヌ首相が8日に辞任した[14]ことを受け、マクロン大統領が後任にガブリエル・アタル国民教育相を任命。同氏は34歳で史上最年少の首相となり、なおかつ同性愛者を公表している初めてのフランスの首相となった[15]。
- 1月10日 - パプアニューギニアで公務員減給を発端とする警察のストライキが原因で治安が悪化し暴動、放火、略奪が発生し少なくとも16人が死亡[16]
- 1月11日 - アメリカ軍とイギリス軍が昨年から紅海の船舶を攻撃していたイエメンの反政府武装組織フーシ派の拠点を空爆[17]
- 1月12日 - カタールでAFCアジアカップ2023が開幕[18]。当初2023年に中国で行われる予定であったが開催を辞退した[19]。決勝は2月10日にルサイルスタジアムで開催され、カタールが優勝した。
- 1月13日 - 台湾で総統選挙が行われる[20]。即日投開票され、与党・民進党の頼清徳が勝利。同氏は5月20日から台湾総統に就任する[21]。
- 1月14日 - デンマークのマルグレーテ2世女王が生前退位。フレデリック10世がデンマーク国王に即位[22]。これで女性君主が不在となる。
- 1月15日
  - 太平洋諸島のナウルが台湾と断交し中国との国交樹立を発表。これにより台湾と外交関係を持つ国は12ヶ国となった[23]。
  - イラン革命防衛隊が同月3日に発生したケルマーン自爆テロの報復として、イラク北部のクルディスタン地域の主都アルビール一帯とシリアのISILの拠点を弾道ミサイルで攻撃[24][25]
- 1月16日 - イラン革命防衛隊がイランと国境を接するパキスタン南西部のバルチスタン州のイスラム教スンニ派武装組織の拠点2か所を無人機6機と複数発のロケット弾で攻撃。この攻撃により子供2人が死亡。パキスタン側は攻撃を非難し報復を警告[26]。
- 1月18日 - パキスタンがイラン南東部のスィースターン・バルーチェスターン州の国境付近の武装組織の拠点を標的に複数発のミサイル攻撃を行い、少なくとも9人が死亡[27][28]
- 1月19日 - 韓国で2024年江原道ユースオリンピックが開幕。2月1日まで開催される[29]。
- 1月24日 - ロシア西部のウクライナ国境付近で軍輸送機が墜落し少なくとも76人が死亡。ロシア国防省はウクライナのミサイルによる撃墜と主張[30]。
- 1月26日 - 国連パレスチナ難民救済事業機関（UNRWA）が、2023年10月のハマスによるイスラエルに対する奇襲攻撃に複数の職員が関与した疑いがあるとして、調査を開始した[31]。疑惑を受け日本、アメリカ、カナダ、オーストラリア、スイス、欧州各国などの10ヶ国以上がUNRWAへの資金拠出を一時停止[32]。
- 1月27日 - 世界最大の客船、アイコン・オブ・ザ・シーズが出航。全長365m、25万800総トン、乗客定員は最大7600人、乗員を合わせると最大9950人[33]。
- 1月31日 - ジョホール州スルターンのイブラヒム・イスカンダルが第17代マレーシア国王に即位。任期は5年[34]。

### 2月
- 2月2日 - チリ中部沿岸のビニャ・デル・マール付近で大規模な森林火災が発生。これに対しボリッチ大統領が非常事態宣言を発令し同都市では夜間外出禁止令が発令された[35]。この火災により少なくとも123人が死亡し、数百人が行方不明[36]。
- 2月3日 - アメリカが先月28日に米軍基地が無人機による攻撃を受け米軍兵3人が死亡した報復として、イラクとシリアなどにあるイラン革命防衛隊などに関係する施設の85ヶ所以上を約125発の精密誘導弾で攻撃[37][38]。
- 2月4日 - 1月に癌を公表していたアフリカ南西部ナミビアの大統領のハーゲ・ガインゴブが入院先の病院で死去。大統領選挙まで執務は副大統領のナンゴロ・ムブンバが代行[39]。
- 2月8日 - パキスタン総選挙（英語版）が執行され、パキスタン・ムスリム連盟シャリフ派と他の5党からなる連立政権の樹立を発表し、新首相にシャバズ・シャリフを選出する[40]。
- 2月14日 -インドネシア大統領選挙が執行される。3月20日に選挙管理委員会から発表された公式集計によると、プラボウォ・スビアント国防相が得票率59%で当選[41]。
- 2月15日 - 台湾が実効支配する金門島付近の台湾海域で台湾当局の取締中に中国の漁船が転覆し2人が死亡。これに対し中国は悪質な事件だとして台湾側を強く非難[42]。
- 2月16日 - ロシアのプーチン政権に対する批判の急先鋒だった野党指導者のアレクセイ・ナワリヌイが収監されていた刑務所で死亡が確認されたとロシアの刑務所当局が発表した。2020年にはシベリアからモスクワに向う飛行機でノヴィチョクを使った暗殺未遂に遭っていた[43]。
- 2月25日 - アフリカ西部のブルキナファソ北部の3つの村が武装集団によって襲撃され、170人が死亡[44]
- 2月29日 - パレスチナ自治区ガザの保健当局はイスラエルによる攻撃により、ガザで支援物資を待っていた住民の115人以上が死亡したと発表。イスラエル側は住民に対する攻撃を否定[45]。

### 3月
- 3月2日 - カリブ海のハイチの首都ポルトープランスの2つの刑務所がギャングに襲撃され約4000人が脱獄[46]。ハイチ政府は同月3日に治安が急速に悪化したとして非常事態宣言を発令。その翌日にはアリエル・アンリ首相の退陣を求め数百人の脱獄者が首都に集結[47]。
- 3月7日
  - スウェーデンがNATOに加盟[48]
  - ナイジェリア北西部のカドゥナ州で少なくとも287人の生徒が武装組織によって誘拐される[49]
- 3月15日 - 3月17日 - ロシアのプーチン大統領の任期満了に伴い[50]大統領選挙が執行され、現職のプーチン大統領が再選する。任期は2030年まで[51]。
- 3月22日 - ロシアの首都モスクワ郊外のクラスノゴルスクのコンサートホール・クロッカス・シティ・ホールで武装集団が観客に対して銃撃を行うテロ事件が発生。後にイスラム国ホラサン州が犯行声明を発表[52]。FSBによると少なくとも137人が死亡し、182人以上が負傷[53]。

- 3月25日 - ドイツで嗜好用大麻の所持と栽培を認める法案を可決、同年4月1日に施行された。大麻合法化は世界9番目[54]。
- 3月31日 - ルーマニアとブルガリアがシェンゲン協定に加盟。陸路以外の国境審査が免除される[55]。

### 4月
- 4月1日
  - シリアの首都ダマスカスにあるイラン大使館別館がイスラエル軍による空爆を受ける
- 4月3日 - 台湾の花蓮県沖でMj7.7の地震が発生し、日本でも津波警報が発表された[56][57]。
- 4月5日 - エクアドルのホルヘ・グラス（英語版）元副大統領が逃げ込んだエクアドルのメキシコ大使館にエクアドル警察が踏み込み、グラス副大統領を拘束したことの対抗措置として、メキシコがエクアドルとの国交断絶を発表[58]
- 4月7日 - モザンビークのナンプーラ州で、コレラから逃れようと人々が乗船していた船がナンプーラ州本土からモザンビーク島へ向かっていた最中に沈没し、少なくとも90人以上が死亡[59][60]
- 4月10日 - 韓国で総選挙が執行され、最大野党の共に民主党が過半数を維持[61]
- 4月13日 - イスラエルが4月1日にシリアのイラン大使館を空爆したことへの報復措置として、イランが数十発の無人航空機やミサイルを用いてイスラエルを攻撃[62]
- 4月17日 - ソロモン諸島で5年ぶりの総選挙が執行され[63]、親中国派の与党が過半数を下回る[64]
- 4月19日 - イスラエルがイランに13日のイランによる本土攻撃に対する報復攻撃を行う[65]
- 4月20日 - 日本時間の20日午前9時9分、ビットコインの半減期が到来、マイニングで得られるコイン量は3.125ビットコインとなる[66]
- 4月21日 - エクアドルで治安対策強化の是非を問う国民投票を実施[67]
- 4月22日 - モルディブの議会選挙で、モハメド・ムイズ大統領率いる人民国民会議（PNC）が圧勝、従来の親インド路線から親中になるとみられる[68]。
- 4月29日 - ブラジル南部のリオグランデ・ド・スル州で豪雨が発生し、83人が死亡[69]
- 4月30日 - トランプ前米大統領が起訴された不倫口止め疑惑に絡む事件で、ニューヨーク州地裁は、トランプがソーシャルメディアと選挙活動用ウェブサイトで証人や陪審員候補に言及し、かん口令に違反したとして罰金9千ドル（約140万円）と投稿の削除を命じた[70]。

### 5月
- 5月1日
  - 中国人民解放軍の3隻目の空母「福建」が初めての航行試験を実施した。動力や電力システムの性能などを確かめ、2025年にも就役する[71]。
  - 中国で、改正国家秘密保護法が施行。インターネット上で秘密が漏れた場合、ネット事業者に情報の削除や調査への協力を義務付ける[72]。
- 5月2日 - ソロモン諸島で2日、議会が与党連合のマネレ氏を首相に指名した。マネレはソガバレ前政権下で外務・貿易相を務めた。米国やオーストラリアと距離を置いたソガバレ氏は交代するが、与党連合政権の親中路線は継続する見通し[73]。
- 5月4日 - パレスチナ自治区ガザの戦闘を巡りイスラム組織ハマスの代表団は、休戦交渉に参加するためエジプトの首都カイロに到着した。米中央情報局（CIA）のバーンズ長官も同日までに現地入りした[74]。
- 5月5日 - パナマの大統領選挙が投開票され、中道右派のホセ・ラウル・ムリノ元外相が初当選した。マネーロンダリングの罪で実刑判決を受けたリカルド・マルティネリ元大統領に代わり、出馬を表明していた。新たな大統領任期は2029年までの5年間[75]。
- 5月6日 - オーストラリアのマールズ副首相兼国防相は、中国空軍が公海上で豪州軍の任務を妨害したと明らかにした。行為は「容認できない」とし、中国政府に対して懸念を表明した[76]。
- 5月7日 - ロシアのプーチン大統領は大統領就任式で宣誓し、通算5期目となる長期政権に入った[77]。
- 5月8日 - 中国の人民解放軍は、3隻目の空母「福建」が初めての航行試験を終えたと発表した[78]。
- 5月9日 - オーストラリアのウォン外相は、ツバルに1億1000万豪ドル（112億円）の開発援助を提供すると発表した。海底ケーブルを敷設するほか、哨戒艇を提供する[79]。
- 5月10日
  - アフガニスタン北部で大雨による洪水が発生し、300人以上が死亡[80]
  - ロシアのプーチン大統領は、通算5期目入りを受けてミシュスチンの首相再任を下院に提案した。議会承認を経て今後副首相なども含めた組閣が進む予定[81]。
  - 世界保健機関（WHO）加盟国による「パンデミック条約」の交渉が不調に終わった[82]。
- 5月11日 - イスラエル軍は、パレスチナ自治区ガザ北部ジャバリヤでイスラム組織ハマスが再結集しているとして、地上作戦を開始したと発表した。ガザ北部のハマスの部隊を解体したと1月に説明していたが、戦闘が再燃した[83]。
- 5月15日 - スロバキア中部のハンドロバでロベルト・フィツォ首相が銃撃された[84]
- 5月13日 - フランスの海外県ニューカレドニアでフランス系住民の参政権拡大に対する憲法改正に関する議論の中で現地住民による暴動が発生し非常事態宣言が宣言された。暴動を受けフランス政府は、憲法改正の手続きを延期する考えを明らかにした[85]。
- 5月19日 - イラン北西部でライシ大統領やアブドラヒアン外相らを乗せたヘリコプターが墜落し、[86]全員が死亡したことが確認された[87]
- 5月20日
  - 国際刑事裁判所が2023年パレスチナ・イスラエル戦争での戦争犯罪の容疑で、イスラエルのネタニヤフ首相とガラント国防相、ハマスのハニーヤ最高指導者、シンワルガザ地区政治局局長、ハマスの軍事部門「カッサム旅団」のデイフ司令官に対し逮捕状を請求[88]
  - 頼清徳が台湾総統に就任[89]
- 5月23日 - 中国軍が台湾周辺で軍事演習を開始した[90]
- 5月24日 - パプアニューギニア北部のエンガ州で大規模な地すべりが発生し、近くの村が巻き込まれる[91]。この地すべりにより10人が死亡。パプアニューギニア政府によると2000人以上が行方不明となった[92]。
- 5月27日 - 日中韓首脳会談が4年半ぶりに 韓国の首都ソウルで実施[93]
- 5月29日 - 2024年南アフリカ総選挙が執行され、与党のアフリカ民族会議の議会での議席数が1994年の民主化以来初めて過半数を下回る[94]

### 6月
- 6月1日 - アイスランドに於いて大統領選挙（英語版）を執行[95]。2日に開票結果が公表され、実業家のハッラ・トーマスドッティルが初当選を果たし、同国史上2人目となる女性大統領に就任することが確実となった[96]。
- 6月2日 - メキシコ大統領選挙（英語版）が執行され、与党の国民再生運動のクラウディア・シェインバウムが当選し、10月からメキシコ初の女性大統領となる予定[97]
- 6月9日
  - 6月28日執行予定のイラン大統領選挙候補者を審査する同国の監督者評議会（護憲評議会）はこの日、審査結果を発表し、保守強硬派のモハンマド・バーゲル・ガーリーバーフ国会議長ら6人を候補者として認定、穏健派実力者のアリー・ラーリージャーニー前国会議長は前回に引き続き立候補を拒否された[98]
  - イスラエルのベニー・ガンツ前国防相はこの日、戦時内閣からの離脱を表明すると共に議会の早期解散を要求した[99]
  - 6日から欧州各地で投票が行われたEU議会選挙でのフランス割当枠で与党連合が国民連合に惨敗したことを受け、マクロン大統領は緊急のテレビ演説を行い、「国民議会を解散し、選挙を実施する」ことを表明した[100][101]
- 6月10日 - アフリカ南東部のマラウイ政府はこの日、サウロス・チリマ（英語版）副大統領らが搭乗した同国の軍用機が墜落し、乗客乗員10人全員が死亡したと発表[102]

- 6月14日 - 6月19日 - サウジアラビアのメッカで1301人の巡礼者が猛暑により死亡[103]
- 6月19日 - 北朝鮮を訪問したロシアのプーチン大統領とキム・ジョンウン総書記は包括的戦略パートナーシップ条約に署名。どちらか一方が戦争状態になった場合、軍事的な援助を提供すると明記[104]。
- 6月24日 −　中国東部の江蘇省蘇州市でバス停で3人が切り付けられる事件が発生。一人が死亡。
- 6月26日 - ウィキリークスの創設者のジュリアン・アサンジが司法取引に応じ、14年ぶりに釈放[105]。
- 6月28日 - イラン大統領選挙が執行[106]

### 7月
- 7月2日 - インド北部のウッタル・プラデーシュ州ハトラス（英語版）でヒンズー教の宗教行事に集まっていた住民が倒れる事故が発生し、116人が死亡[107]
- 7月3日 - 7月4日 - カザフスタンのアスタナにて上海協力機構首脳会議が開催。ベラルーシが正式に加盟[108]。
- 7月4日
  - イギリスで総選挙が執行され、野党の労働党が単独過半数を獲得し、14年ぶりに政権交代[109]
  - 海上自衛隊の護衛艦「すずつき」がこの日早朝、中国の軍事訓練を公海上から警戒監視するため浙江省沖を航行、中国側は、自国の領海に向かって進むすずつきを発見し、進路変更するよう何度も求め、領海に入る直前に警告のため砲弾を１発発射し、侵入後にさらに１発撃って退去を促した。すずつきは電子海図に中国領海の表示が出ていなかったため、侵入に気付かなかった[110]。
- 7月5日
  - イギリス労働党の党首キア・スターマーが新首相に就任[109]
  - イラン大統領選挙の決選投票が執行され、穏健派のマスウード・ペゼシュキヤーンが当選[111]
- 7月7日 - フランスで議会総選挙が執行され、与党連合（英語版）が議席を大きく減らし、左派連合が議会下院の最大勢力に[112]
- 7月13日 - アメリカ・ペンシルベニア州バトラーの演説集会で演説していたドナルド・トランプが銃撃され、右耳を負傷する[113][114]
- 7月20日 - バングラデシュで公務員採用の優遇枠を巡るデモ隊と治安部隊の衝突で外出禁止令が発令される。この衝突により100人以上が死亡[115]。
- 7月21日 - エチオピア南部で豪雨による地滑りが発生し、少なくとも229人が死亡[116]
- 7月23日 - ハマスやファタハなどパレスチナの各派は「分裂を終わらせ団結を強化する」ことで合意[117]
- 7月26日 - 第33回夏季オリンピック（パリオリンピック）が、近代オリンピックの提唱者ピエール・ド・クーベルタン男爵の国であり「近代オリンピックの母国」とされるフランスのパリで開幕。パリでの開催は100年ぶり3回目。8月11日までの予定。
- 7月27日 - イスラエルの占領下にあるゴラン高原の町マジュダルシャムスがヒズボラによるとみられるロケット弾攻撃を受け、少なくとも子供12人が死亡。ヒズボラは攻撃への関与を否定。
- 7月28日 - 岸田政権が発足して3回目となる日米外務・防衛級閣僚会議（2プラス2）が日本で開催される。
- 7月29日
  - 日米豪印外相会合が日本で行われ、9月下旬の国連総会に合わせてアメリカで4ヶ国による首脳会談を開催することで合意
  - ベネズエラで大統領選挙が行われ、強権的なことで知られる現職のニコラス・マドゥロが再選。選挙結果に対して欧米のみならず、反米左派が政権を担っている周辺の国々からも疑問の声が相次ぐ。
- 7月30日
  - イスラエル軍は30日夜のレバノンの首都ベイルート周辺への戦闘機による空爆で、ヒズボラの司令官で作戦本部トップのファド・シュクルを殺害したと発表。27日のゴラン高原に対する攻撃でイスラエルの子供らが死亡したことへの報復だとしている。
  - 5日のイラン大統領選挙で勝利した穏健派のマスウード・ペゼシュキアンが議会で就任の宣誓式に臨み、中国やロシアとの関係を強化し、イスラエルと激しく対立した前政権の方針を継承しつつ、欧米との関係改善にも意欲を見せる
- 7月31日
  - イランが弾道ミサイルやドローンに必要な部品を手に入れるのを助けたとして、米財務省は中国や香港の企業・個人を制裁対象に指定した
  - アメリカのハリス副大統領は30日のイスラエル軍によるヒズボラの司令官を標的としたベイルート空爆への支持を表明
  - ハマスは30日に行われたイランのペゼシュキアン新大統領の就任宣誓式に出席するため、イランを訪れていた最高指導者のハニーヤ政治局長が31日未明にテヘランの住居で就寝中に「シオニスト（=イスラエル）の襲撃」を受け、護衛係の1人とともに殺害されたと発表。イスラエル側は殺害について一切言及せず。イスラエル首相府が各閣僚に殺害について緘口令を敷いたとのイスラエルメディアの報道も。

### 8月
- 8月1日 - 戦後最大の捕虜交換が実現、西側諸国で拘束されていた8人がロシアに、ロシアから西側諸国に16人が引き渡された[118]。
- 8月5日 - バングラデシュのシェイク・ハシナ首相が全国的な反政府デモの激化によりインドへ出国[119]。
- 8月9日 - ボエパス航空2283便がブラジル・サンパウロで墜落、乗客乗員62名全員死亡[120]。
- 8月11日
  - ウォロディミル・ゼレンスキー大統領は、ウクライナ軍がロシア西部のクルスク州内で越境攻撃を実施していると発表[121]
  - 7月26日から17日間にわたり開催された2024年パリ五輪が閉幕
- 8月14日 - 日本で岸田文雄が9月の内閣総理大臣任期満了に伴う自民党総裁選挙への不出馬を表明。
- 8月17日 - インドネシア政府がカリマンタン島東部に建設中の新首都ヌサンタラで独立記念日の式典を行う。この日をもってインドネシア現首都ジャカルタからの行政機能の移転が本格化する。
- 8月21日 - 朝鮮通信使の復元船が下関に入港。260年振り[122]。
- 8月28日 - 9月8日 - フランス・パリで第17回夏季パラリンピック（パリパラリンピック）開催。
- 8月29日 - インドで2隻目となる国産原子力潜水艦「アリガート」が就役[123]。

### 9月
- 9月2日- ブラジル最高裁判所は、ブラジル政府が偽情報の蔓延と判断、およびイーロン・マスクがブラジル国内の法定代理人を指名しなかったことを理由に、ソーシャルメディアプラットフォームX（Twitterとしても知られる）をブロックする決定を支持した[124]。
- 9月7日- アルジェリア大統領選挙：現職のアブデルマジド・テブンが2期目に再選される[125]。
- 9月15日 - 2024年アメリカ大統領選挙候補者のドナルド・トランプがプレーをしていたフロリダ州のゴルフ場の近くで発砲事件。トランプは7月の選挙集会中の銃撃事件に続く2度目の暗殺未遂事件となった[126]。
- 9月17日～9月18日 - ヒズボラの戦闘員と医療従事者が使用していたポケベルとトランシーバーが2回の大規模サイバー攻撃で爆発し、 12人が死亡、2700人以上が負傷した。犯行はイスラエル当局によるものとみられる[127]。
- 9月18日 - FRBが金融引き締めを緩和、0.5％の利下げ。利下げは4年半ぶり。ボウマン理事は反対。理事の反対は2005年以来[128]。
- 9月22日 - 2024年スリランカ大統領選挙においてスリランカ史上初めて2回目の開票が行われ、アヌラ・クマラ・ディサナヤカがスリランカ大統領に選出される[129]。

### 10月
- 10月1日
  - イスラエルがレバノンへ地上侵攻を開始[130]。
  - 日本の臨時国会にて自由民主党の石破茂が第102代内閣総理大臣に指名され、その後任命される。
  - イランがヒズボラの指導者の殺害に対する報復としてイスラエルにミサイル攻撃を開始[131]。
  - クラウディア・シェインバウムがメキシコ大統領に就任し、同国初の女性大統領となる。
  - ジミー・カーターが100歳の誕生日を迎え、アメリカ合衆国大統領初のセンテナリアンとなる。
- 10月3日 - イギリスがチャゴス諸島をモーリシャスに返還すると発表した[132]。
- 10月10日 - ラオスでASEAN首脳会議が開かれる。日本、中国、韓国、インドの首脳が追加で招待された。
- 10月11日 - 日本原水爆被害者団体協議会がノーベル平和賞を受賞。
- 10月15日 - 北朝鮮が韓国につながる道路（東側の東海線と西側の京義線）を軍事境界線上で爆破する。
- 10月22日 - 10月24日 - ロシア・カザンでBRICS首脳会議が開催。総括文書「カザン宣言」を採択[133]。
- 10月27日 - 日本で衆議院議員総選挙が投開票。自由民主党・公明党からなる連立与党が過半数を下回る。
- 10月28日 - 11月8日 - スペイン東部で記録的な豪雨による大規模な洪水が発生し、少なくとも223人が死亡。

### 11月
- 11月5日
  - 北朝鮮が少なくとも七発の弾道ミサイルを発射。
  - 第60回アメリカ合衆国大統領選挙の一般投票が行われる。共和党のドナルド・トランプが、民主党のカマラ・ハリスを破り、当選する。
- 11月11日 - 日本の特別国会において自由民主党の石破茂が第103代内閣総理大臣に指名され、後に任命される。
- 11月18日 - 米国のスピリット航空が破綻。
- 11月19日
  - アメリカのバイデン大統領がウクライナに対しすでに供与している射程の長いミサイルATACMSを、ロシア領内への攻撃に使用することを許可した、と報じられ、ロシア西部のクルスク州で越境攻撃を続けるウクライナ軍を防衛するため、ロシア軍と北朝鮮軍の部隊に対し使用される見通しだと報じられた[134]。
  - ロシア政府が核ドクトリンを承認。
- 11月24日 - フィリピンの首都マニラにあるスラム街で大規模火災発生。住宅約1,000軒消失。
- 11月25日 - リトアニア・ヴィリニュス国際空港付近でDHL機のボーイング737型機が墜落、1人死亡。
- 11月27日 - イスラエルとレバノンの両政府がイスラエルとイスラム教シーア派組織ヒズボラとの戦闘をめぐってアメリカ政府の停戦案を承認し、現地時間の午前4時に停戦する。
- 11月29日 - オーストラリア議会で16歳未満のSNS利用を禁止する法案が可決される。
- 11月30日
  - イギリス下院で安楽死法案可決。
  - 10月28日に発生した洪水がきっかけとなり、スペインで天災有給休暇が導入される。

### 12月
- 12月1日
  - カナダのジャスティン・トルドー首相がドナルド・トランプ次期大統領宅で会談。
  - トランプ次期大統領がFBI新長官にトランプ支持派のカシュ・パテルを起用。FBI長官の任期は10年なので、2017年に長官に就任したクリストファー・レイは任期中での解任が見通される。
  - 台湾の頼清徳総統が就任後初の外国訪問の立ち寄り先としてハワイに到着。これに対して中国外務省はアメリカに抗議。
- 12月2日
  - アメリカのジョー・バイデン大統領が、銃の不法購入・所持の罪で逮捕され、脱税の罪にも問われている次男のハンター・バイデンの恩赦に署名する。
- 12月3日 - 韓国で尹錫悦（ユン・ソンニョル）大統領が非常戒厳令を宣告[135]。翌4日未明、国会は非常戒厳の解除要求決議案を出席議員の全会一致で可決[136]し、非常戒厳令は宣告から約6時間で解除となった[137]。
- 12月4日 - ユナイテッドヘルスケアのブライアン・トンプソン（英語版）CEOがニューヨークで射殺される。
- 12月5日
  - コンゴ民主共和国の保健当局が国内でインフルエンザに似た原因不明の病気が流行し、10代後半を中心に80人が死亡したと発表。
  - フランス内閣が下院での内閣不信任決議案可決を受けて総辞職する。
- 12月6日
  - パラグアイ政府が中国に対して外交官の国外退去を命じる。
  - ルーマニアの憲法裁判所が11月24日に行われた大統領選について無効とする判断を下す。
- 12月7日 - 韓国国会で尹錫悦大統領に対する弾劾訴追案の採決が行われたが、与党国民の力の議員108人のうち107人が議場を退席し、採決に必要な議会の3分の2の人数に達せず、採決は不成立となった。
- 12月8日
  - シリア反政府勢力が首都ダマスカスを掌握し、シリアの国営放送にてアサド政権の崩壊を宣言。バッシャール・アル＝アサド大統領は職を辞任し出国してロシアに亡命、54年にわたるアサド家の長期統治に終止符が打たれた。また、直後からイスラエルが50年ぶりにゴラン高原に隣接するシリアとの緩衝地帯に地上侵攻している。
  - 韓国の金龍顕（キム・ヨンヒョン）元国防相が12月3日の戒厳令発令に進言したとして内乱罪の容疑で検察に拘束される。
- 12月11日
  - イスラエルがガザ地区北部のベイト・ラヒヤや中部のヌセイラト難民キャンプ（英語版） に対して行った空爆により、少なくとも33人が死傷し、民間人や子供も犠牲となった。[138][139][140]
  - 国連総会は、イスラエルに対して、 (1)国連パレスチナ難民救済事業機関（UNRWA）の活動をイスラエルが禁止した措置を撤回するよう求める決議、(2）ガザでただちに停戦し、ガザであらゆる人道支援活動が行えるよう求める決議、以上2つを圧倒的多数で採択した[141]。
- 12月12日
  - ジョー・バイデン大統領が39人に恩赦、1499人を減刑する。1日の恩赦、減刑の数としては過去最大である。
  - 大韓航空がアシアナ航空の株式を取得し、子会社化したと発表。今後アシアナ航空は2025年1月16日に臨時株主総会を開いて新理事を選出し新体制へ移行、2年程度調整を行う後に大韓航空と合併する。
- 12月13日 - 12月3日の韓国の戒厳令に関して、趙志浩（チョ・ジホ）韓国警察庁長官と金峰植（キム・ボンシク）ソウル警察庁長官が逮捕される。
- 12月14日 - 韓国で尹錫悦大統領に対する弾劾決議が可決。
- 12月15日 - イギリスが環太平洋パートナーシップ協定 (TPP) に加盟する。TPP加盟国は12ヵ国になる。
- 12月16日
  - 12月3日の韓国の戒厳令に関して、尹錫悦大統領が12月11日の出頭要請に応じなかったため、再び出頭要請が出された。
  - アメリカのウィスコンシン州の州都マディソン郡にあるキリスト教系で銃撃事件発生。容疑者とみられる17歳の女子生徒は警察が駆けつけた頃には亡くなっていた。
- 12月17日 - バヌアツの首都ポートビラの西方沖でM7.3の地震が発生。アメリカ大使館が入居するビルなどが倒壊、16人以上が死亡、210人以上が負傷した[142]。
- 12月18日
  - 日本の調査捕鯨船への妨害行為を指示したとして国際指名手配された反捕鯨団体シー・シェパードのポール・ワトソン元代表が釈放される。
  - 汚職等の罪に問われているニコラ・サルコジフランス元大統領に禁錮3年執行猶予2年の実刑判決が下った。
  - 収賄及び証人買収の罪に問われている秋元司元衆議院議員に懲役4年の実刑判決が下る。
- 12月22日 - ベトナムの最大都市ホーチミンで初の地下鉄、ホーチミン・メトロが開業する。
- 12月23日 - フランス大統領府が新内閣の閣僚名簿を発表。
- 12月25日
  - 日本において、2024年の日本人の子どもの出生数が約68万7000人と推計され、過去最低となる。
  - カザフスタンでアゼルバイジャン航空の旅客機の墜落事故が発生。乗員・乗客67人のうち38人が死亡。
  - フィンランドとエストニアを結ぶバルト海の海底ケーブルが損傷。原因不明。
- 12月26日
  - 12月25日のフィンランドとエストニアを結ぶバルト海の送電用と通信用海底ケーブルの損傷について、フィンランド当局がクック諸島船籍のタンカーの捜索を開始。EUはこれをロシアが経済制裁を免れて石油を輸出するための組織、通称"影の船団"による犯行との声明を発表。
  - 日本で女川原子力発電所が14年1ヶ月ぶりに営業運転再開。
  - 日本で自民党裏金問題に関して、東京地検特捜部が5人を起訴猶予、65人を不起訴とする。
- 12月27日
  - 韓国の韓悳洙（ハン・ドクス）首相の弾劾訴追案が可決される。韓悳洙首相は尹錫悦大統領が職務停止中により大統領職代行中のため、新たに崔相穆（チェ・サンモク）副首相兼企画財政相が大統領職を代行することになる。
  - 韓国の金龍顕前国防相が、12月3日の戒厳令について尹錫悦大統領に事前に進言したとして内乱と職権乱用の罪で起訴される。
- 12月28日 - ロシアのウラジーミル・プーチン大統領が12月25日のカザフスタンのアゼルバイジャン機墜落事故について、ロシアの防空システムによる誤射があったことを示唆する内容をアゼルバイジャンのイルハム・アリエフ大統領に電話会談で伝え、謝罪する。
- 12月29日
  - 韓国の務安国際空港に着陸しようとしていたチェジュ航空2216便が、降着装置の不具合のため胴体着陸を試みるも、滑走路を外れ外壁に衝突し、火災が発生。乗客乗員181人のうち179人が死亡。バードストライクが原因とみられる。
  - ジョージアの新大統領に元サッカー選手で反欧米派のミハイル・カベラシビリが就任する。一方、親欧米派のサロメ・ズラビシュヴィリ前大統領は野党と共に10月26日にあった議会選挙に不正があったと主張し、大統領官邸は離れたもののカベラシビリ新大統領に正当性はないと批判している。
  - 韓国の尹錫悦大統領が12月3日の戒厳令に関して合同捜査本部からの三回目の出頭要請に応じなかった。
- 12月30日 - 尹錫悦大統領が12月3日の戒厳令に関して3回出された出頭要請に応じなかったため、合同捜査本部が尹大統領の拘束令状を裁判所に請求する。
- 12月31日 - 韓国の合同捜査本部が昨日請求した尹錫悦大統領への拘束令状が認められる。これに対し、尹大統領の弁護団はこの令状の効力の停止を求める仮処分を申し立てた。

## 周年
- 1月17日 - ノースリッジ地震から30年。
- 1月20日 - 中国国民党全国代表大会で連ソ・容共・扶助工農を採択（第一次国共合作）から100年。
- 1月21日 - ウラジーミル・レーニンの死から100年。
- 1月23日 - アメリカのテレビ局NBCのニューヨーク局WNBCが世界初となるカラーテレビの本放送開始から70年。
- 1月24日 - Apple ComputerがMacintosh発表から40年。
- 1月25日 - 第1回冬季オリンピックとなるシャモニー・モンブランオリンピックから100年（閉幕は2月5日）。
- 2月21日 - 2014年ウクライナ騒乱から10年。
- 3月3日 - トルコでカリフ制廃止から100年。
- 3月8日 - マレーシア航空370便墜落事故から10年。
- 3月18日 - ロシアによるクリミアの併合から10年。
- 4月1日 - 韓国高速鉄道20周年。
- 4月4日 - NATO設立75周年[143]。
- 4月7日 - イラク日本人人質事件から20年。
- 4月10日 - ひまわり学生運動から10年。
- 4月11日 - ルワンダ虐殺から30年。
- 4月16日 - セウォル号沈没事故から10年。
- 4月25日 - カーネーション革命、ポルトガルの独裁体制崩壊から50年。
- 4月26日 - 南アフリカ共和国の全人種参加選挙から30年[144]。
- 5月1日 - アイルトン・セナの死から30年。
- 5月6日 - 英仏海峡トンネル開通から30年。
- 5月7日 - フランス軍のインドシナ戦争の拠点ディエンビエンフー陥落から70年。
- 5月18日 - インド初の地下核実験（インドの核実験 (1974年)）実施から50年。
- 5月22日 - タイ軍事クーデター (2014年)から10年。
- 5月26日 - 米国で排日移民法成立から100年。
- 5月28日 - パレスチナ解放機構 (PLO) 設立から60年。
- 5月29日 - 日朝両政府が北朝鮮による日本人拉致問題の再調査などを確認したストックホルム合意から10年。
- 6月 - 日本とギリシャが国交を開始して125周年[145]。
- 6月4日 - 六四天安門事件から35年。
- 6月27日 - モスクワ近郊オブニンスクで世界初の原子力発電所運転開始から70年。
- 6月29日 - 過激派組織「イスラム国」指導者バグダディが国家樹立を宣言して10年。
- 6月30日 - ドイツで「長いナイフの夜」発生から90年。
- 7月2日 - アメリカ合衆国で1964年公民権法成立から60年。
- 7月8日 - 北朝鮮の金日成の死去から30年
- 7月17日 - マレーシア航空17便撃墜事件から10年。
- 7月18日 - 京都アニメーション放火殺人事件から5年。
- 7月24日 - ギリシャの軍事政権の終焉から50年
- 8月1日 - 阪神甲子園球場開場から100年
- 8月2日 - トンキン湾事件から60年。
- 8月6日 - 日本・トルコ外交関係樹立100周年。
- 8月8日 - アメリカを中心とした有志連合国が、イラクに展開するISIL（IS）に対して空爆を開始（後の生来の決意作戦）から10年。
- 8月15日 - ソウルでの朴正煕大統領狙撃事件（文世光事件）発生から50年。
- 8月19日-25日 第二次世界大戦でのパリの解放から80年。
- 9月1日 - ロシア北オセチア共和国でのベスラン学校占拠事件から20年。
- 9月13日 - 日本赤軍がオランダ・ハーグにあるフランス大使館を占拠（ハーグ事件）から50年。
- 9月25日 - 世界初のトミー・ジョン手術から50年。
- 9月28日 - 12月15日 - 香港で雨傘革命（2014年香港反政府デモ）から10年。
- 10月1日
  - パラオの独立から30年。
  - 東海道新幹線開業から60年
- 10月16日 - 中華人民共和国初の原爆実験(596)から60年。
- 10月23日 - 新潟県中越地震から20年。
- 12月20日 - マカオ返還から25周年。
- 12月26日 - スマトラ島沖地震から20年。
- ルービック・キューブ発明50周年[146]。

## 気象・地象・天象
気象
地球温暖化が進み、観測史上もっとも暑い年となった。平均地球気温が産業革命以前と比べて初めて1.5℃高くなった。アメリカ国内では、2024年の最初の10か月間で気象関連の自然災害が24件発生し、10億ドル以上の損害をもたらした。南米の北部では記録的な干ばつが続き、世界最大の河川系であるアマゾン川の一部が干上がる事態となった。
en:Weather of 2024（2024年の気象）も参照
地象
- 2024年の地震

天象
- 4月8日（現地時間） - 北米大陸で皆既日食を観測。皆既帯がメキシコやアメリカの12州など南西から北東方向に縦断）。アメリカで皆既日食が観測されるのは2017年8月21日の日食以来。

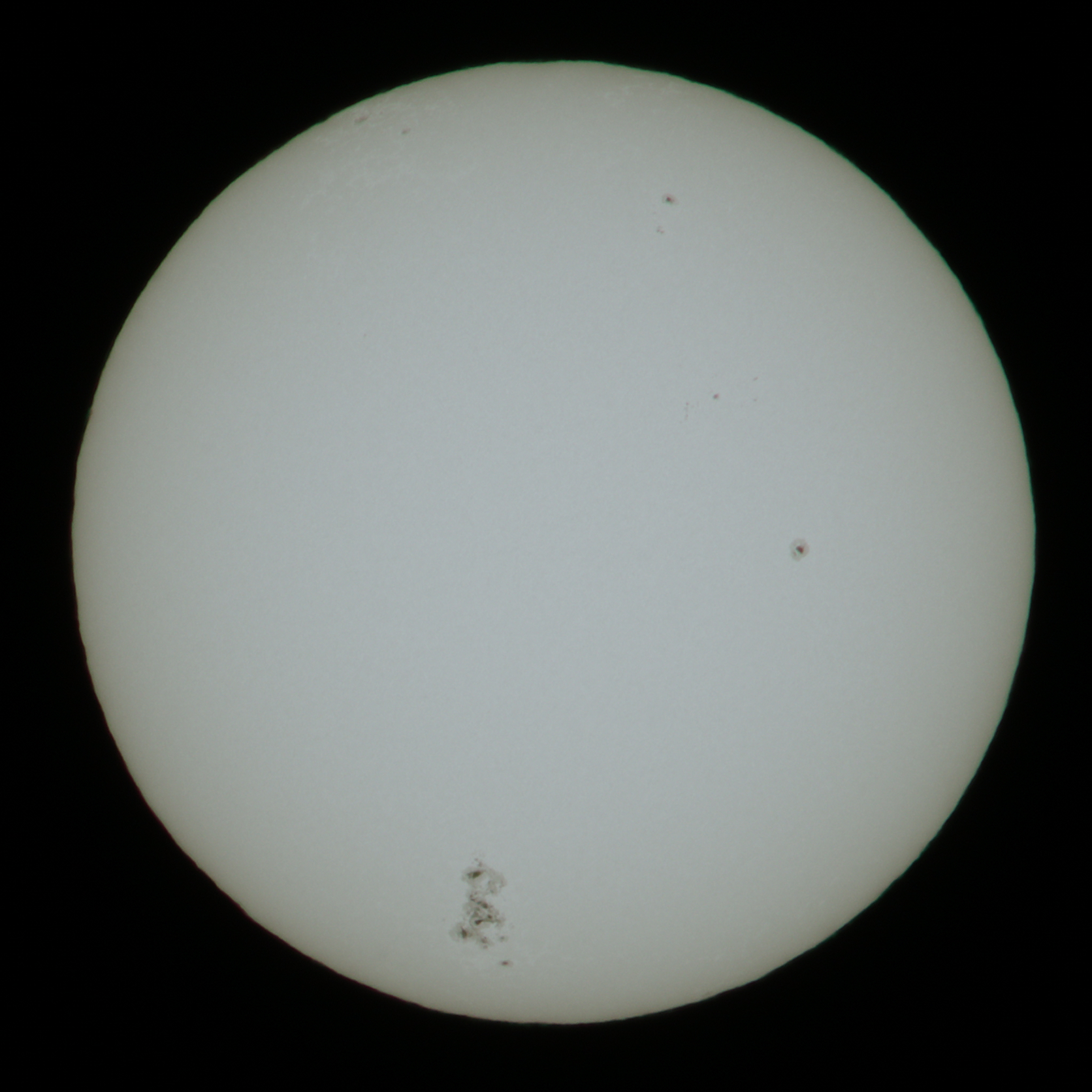
フレアが報道された5月11日の太陽表面

- 2024年5月の太陽嵐 - 5月8日 - 5月11日 にXクラスの太陽フレアが5月8日から5月11日にかけて3日間で観測史上初めて7回発生。地球の磁場が乱れる磁気嵐の発生が各地で観測。欧州、アメリカ、日本などの中緯度地域でオーロラが観測された[147]。
- 9月28日 - 紫金山・アトラス彗星が太陽に最接近し、都市部でも肉眼で観測可能なマイナス5等級に達するとも予測されている[148]。
- 9月29日 - 小惑星2024PT5が地球の重力につかまって地球周回軌道に入り、第二の月となる[149]。

2024年の気象・地象・天象#天象も参照

## 科学、テクノロジー
宇宙開発など
- 1月20日 - 日本の宇宙航空研究開発機構が開発した月面無人探査機のSLIMが月面着陸。旧ソ連、アメリカ、中国、インドに次いで日本が月面着陸に成功した5番目の国となった[150]。
- 2月22日 - アメリカの民間宇宙企業インテュイティブ・マシーンズの無人着陸船が民間企業初の月面着陸に成功した[151]
- 5月3日 - 中国宇宙当局は、無人月面探査機「嫦娥6号」の打ち上げに成功したと宣言した。世界で初めて月の裏側の土壌サンプルを持ち帰るという目標を掲げる[152]。
- 9月12日- 起業家のジャレッド・アイザックマンがポラリスドーンの一環として初の商業宇宙遊泳を実施。この計画にはアポロ計画以来の有人宇宙船による最高高度の軌道も含まれている[153]。

コンピューター、IT
- 3月13日 - EU議会が人工知能の開発や利用を巡る世界初の包括規制の最終案を可決[154]
- 4月25日 - マイクロソフトは、IBMPC用「MS-DOS 4.0」をオープンソース化したと発表[155]

## 芸術・文化・スポーツ
ハイカルチャー、サブカルチャー、流行、スポーツなど幅広く

### 文学
- en:2024 in literature
- 2024年の文学

### 舞台
- en:Category:2024 in theatre
- Category:2024年の舞台作品

### テレビ放送
- en:2024 in television（2024年のテレビ放送）
  - en:2024 in American television（アメリカのテレビ）
  - en:2024 in British television（イギリスのテレビ）
  - en:2024 in South Korean television（韓国のテレビ）
  - 2024年のテレビ (日本)

### ゲーム
ボードゲーム
- チェス界の動向 →en:2024 in chess

コンピューターゲーム
Category:2024年のコンピュータゲームを参照
2024年11月7日に、プレイステーション5 Proが、日本とアメリカ（北米）で同時発売。日本での価格は11万9980円、北米では699.99ドル。
なお、本年はゲーム機に関して次のような周年に当たる
- 2月22日 - 家庭用ゲーム機「PlayStation 4」(PS4) 発売から10周年。
- 12月2日 - 携帯型ゲーム機「ニンテンドーDS」発売から20周年。
- 12月3日 - 家庭用ゲーム機「PlayStation」(PS1) 発売から30周年。
- 12月12日 - 携帯型ゲーム機「PlayStation Portable」(PSP) 発売から20周年。

### スポーツ

#### オリンピック、パラリンピック
- 7月26日 - フランス・パリで第33回夏季オリンピックが開催される。
- 8月28日 - フランス・パリで第17回夏季パラリンピックが開催される。

#### 総合競技大会
- 1月19日 - 韓国・江原特別自治道で2024年江原道ユースオリンピックが開催される。
- 6月12日 - ロシア・カザンでBRICS Gamesが開催される。

#### サッカー
- 1月12日 - カタールで第18回AFCアジアカップが開催される。
- 1月13日 - コートジボワールでアフリカネイションズカップ2023が開催される。
- 6月14日 - ドイツで第17回UEFA欧州選手権が開催される。

#### 他
- en:International rugby league in 2024（2024年の国際ラグビーリーグ）
- en:2024 in tennis（2024年のテニス）
- en:2024 in cycling（2024年の自転車競技）
- en:2024 in ice hockey（2024年のアイスホッケー）
- en:International cricket in 2024（2024年の国際クリケット）
- en:2024 in sport climbing（2024年のスポーツクライミング）
- en:2024 in motorsport（2024年のモータースポーツ（自動車競技））
- en:Category:2024 in motorcycle sport（2024年のモーターサイクル・スポーツ）

スポーツ関連のできごと
- 3月30日 - マカオ競馬開催最終日[156]
- 4月1日 - マカオ競馬会がマカオ政府と結んでいたレース開催契約を終了し廃止となった[157]
- 6月12日 - 6月23日 - ロシア・カザンでBRICS Gamesが開催。
- 6月14日 - 7月14日 - ドイツでUEFA欧州選手権（UEFA EURO 2024）が開催。ドイツでの開催は36年ぶり2回目[158]。
- 7月24日 - IOCは2030年の冬季五輪をフランスのアルプス地域など、34年はアメリカのソルトレークシティーで開催と決定[159]

## ノーベル賞
- 物理学賞：ジョン・ホップフィールド、ジェフリー・ヒントン
- 化学賞：デイヴィッド・ベイカー、デミス・ハサビス、ジョン・M・ジャンパー
- 生理学・医学賞：ヴィクター・アンブロス、ゲイリー・ラヴカン
- 文学賞：韓江
- 平和賞：日本原水爆被害者団体協議会
- 経済学賞：ダロン・アセモグル、サイモン・ジョンソン、ジェームズ・A・ロビンソン